# PragerU
PragerU, скорочено від Prager University — американська неприбуткова організація, яка займається створенням мультиплікаційних відеороликів на різноманітні політичні, економічні та філософські теми з консервативної або загалом правої точки зору. Надалі ці відеолекції, тривалістю близько 5 хвилин, розміщуються на YouTube. 
Незважаючи на назву, PragerU не є навчальним закладом, не проводить заняття та не видає сертифікати чи дипломи. PragerU розповсюджували дезінформацію у своїх відео, зокрема применшення зміни клімату, пандемії коронавірусу, расизму і імміграції.

## Історія
Організація PragerU була заснована в 2009 році консервативним радіоведучим Деннісом Прейгером та радіопродюсером й сценаристом Алленом Естріном з метою поширення власних консервативних поглядів й протистояння тому, що вони називають підривом вищої освіти зі сторони лівих. Спершу висловлювалась ідея побудови фактичного фізичного університету, але з огляду дороговизну та невисоку ефективність від такого задуму відмовились. Наразі PragerU базується в долині Сан-Фернандо та налічує станом на березень 2018 року до 20 співробітників.
З часу судового розгляду, що мав місце у 2013 році через використання фотографії без згоди автора, PragerU у своїх відео застосовує анімацію. Станом на листопад 2018 на YouTube-каналі містилося 482 ролики, що досягнули того ж року мільярда переглядів у загальній сукупності. Вже в 2019 кількість переглядів перетнула позначку у 2 мільярди. Щонайменше 2,8 мільйонів підписників слідкують за PragerU через Facebook. Організація фінансується завдяки пожертвуванням. За словами її генерального директора Марісси Стрейт (англ. Marissa Streit), просуванням відео займається група з близько 6500 студентів середніх шкіл та коледжів, відома як «PragerFORCE»; вони проводять зустрічі в кампусах, й щонайменше раз на рік збираються для проведення загальної конференції.
23 жовтня 2017 PragerU, залучивши команду юристів, подала федеральну скаргу проти Google, зазначивши, що 37 відео на YouTube були несправедливо демонетизовані чи довільно позначені для перегляду лише з обмеженим режимом на основі ряду характеристик, зокрема як вік глядача. Організація та низка консервативних ЗМІ назвали ці обмеження проявом політичної цензури, однак представники IT-компанії заперечили. 26 березня 2018 року окружний суддя США Люсі Кох відхилила вимоги PragerU, обґрунтувавши своє рішення тим, що Google, як приватна компанія, не підпадає під Першу поправку та може самостійно врегульовувати завантажені до них матеріали. Видання Reason, перевіряючи заяви організації про «цензуру консервативної точки зору», зауважило, що ліберальні канали на кшталт Huffington Post, Vox, Buzzfeed, NowThis і The Daily Show мають набагато більший об'єм контенту, який обмежений YouTube; у випадку лівого каналу The Young Turks він досягає аж 71 %.
У серпні 2018 організація PragerU розкритикувала політику YouTube стосовно додавання перевірки фактів до тих відео, які охоплюють питання зміни клімату. Того ж місяця Facebook видалив з платформи два відео, однак пізніше відновив їх, повідомивши, що вони були вилучені помилково.
25 червня 2019 року права громадська група Project Veritas опублікувала, як вона стверджує, внутрішній документ Google, в котрому співробітник відділу прозорості та етики назвав PragerU, Джордана Пітерсона та Бена Шапіро «нацистами», що використовують риторику «собачого свистка». Консервативні видання та коментатори звинуватили IT-компанію в політичній упередженості. Принагідно зауважити, що сам Пітерсон виступив доповідачем у ролику PragerU «Небезпечні люди вчать ваших дітей», в якому висловив конспірологічне твердження, що серед університетських викладачів домінують постомодерністи-неомарксисти, котрі начебто просувають студентам небезпечну ідеологію та підривають інтелектуальні основи західної цивілізації.
В липні 2019 представник організації Аллен Естрін взяв участь у «саміті соціальних медіа», скликаного Дональдом Трампом; до переліку запрошених потрапили переважно консервативні й пропрезидентські видання.

## Контент
PragerU випускає одне відео на тиждень, вартість кожного такого ролика становить від 25 000 до 30 000 доларів. У них охоплюється значний обшир тем, таких як політика, релігія, історія, наука та філософія, і котрі тлумачаться з правоконсервативної точки зору. Втім, це не завжди дозволяє покрити проблеми сучасної американської політики або поточні події в новинах. Відео PragerU спрямовані на широку консервативну аудиторію, яку, власне, не стільки приваблює персона Дональда Трампа (хоча серед глядачів є багато його прихильників), а скільки об'єднує критика ліберальних та лівих поглядів. Отож, станом на березень 2018 року, організація не мала жодного ролика про Трампа чи Програму відкладеної дії для дітей-іммігрантів (DACA). Спікерами медіа-платформи виступали як популярні телеведучі, журналісти та політичні оглядачі, викладачі в шанованих інституціях, так і особи, що висловлювали вкрай спірні та конспірологічні твердження на кшталт Бенджаміна Оуена.
Відеолекції PragerU підтримують капіталізм й водночас критикують соціалізм та ідею підвищення мінімальної зарплати до 15 доларів за годину, стверджують, що володіння зброєю є конституційним правом громадян, виступають на захист «юдео-християнських цінностей» й «традиційної сім'ї» та відповідно проти атеїзму, доступу до абортів, ЛГБТК-спільноти та одностатевих шлюбів. У роликах PragerU часто критикуються «мейнстрімні медіа», в одному із них «расизм, фанатизм, ксенофобію, гомофобію та ісламофобію» охарактеризували як «безглузді модні словечка». У відео на тему альтернативних правих стверджувалось, що останні, мовляв, не мають нічого спільного з консерватизмом і є набагато ближчими до лівих. 2018 року PragerU опублікував антиімміграційне відео з Мішель Малкін, правоконсервативним коментатором, відомою тим, що виправдовувала інтернування японців в США під час Другої світової війни.

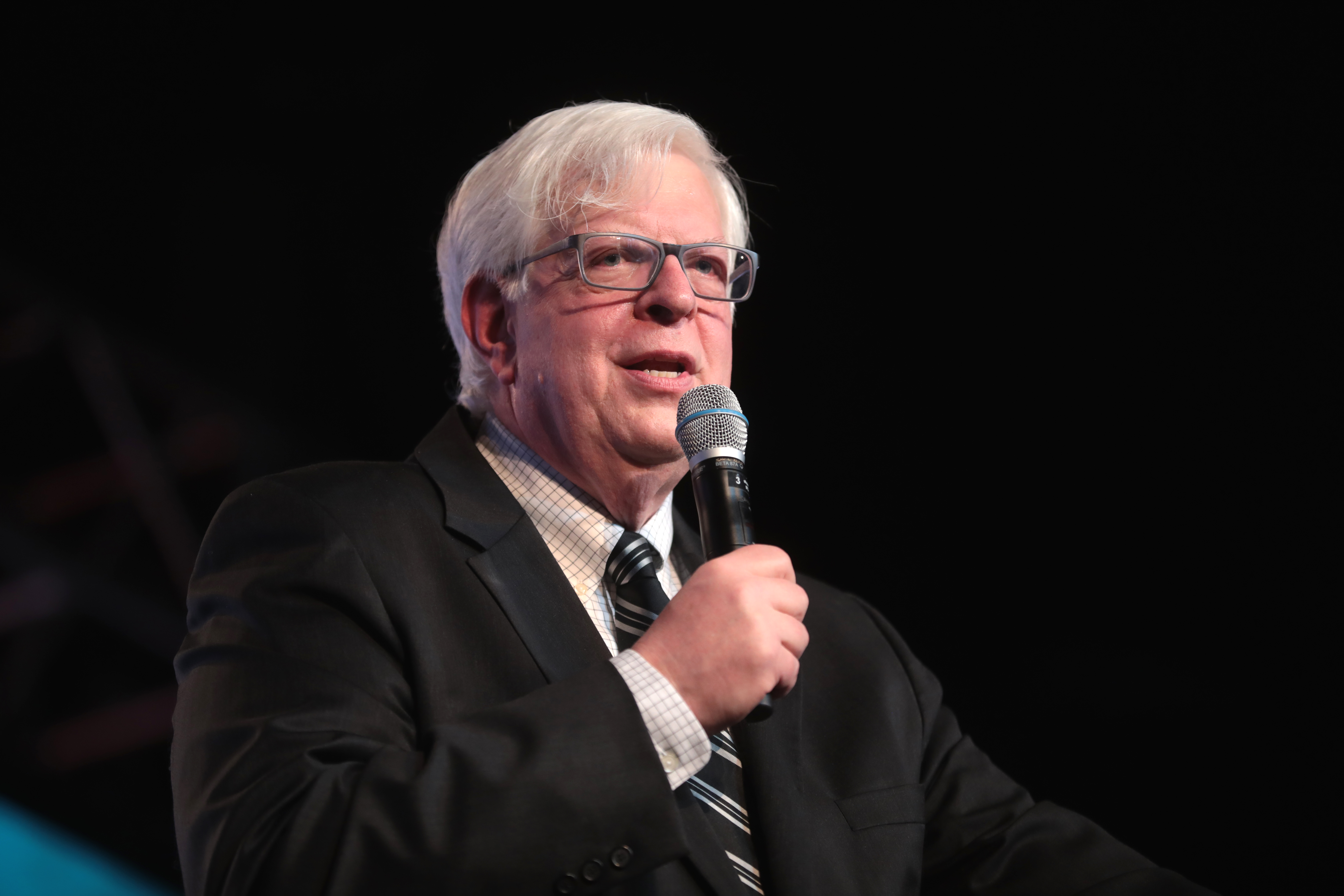
Денніс Прейгер, співзасновник організації

PragerU обстоює збереження Колегії виборників, вважаючи, що «прямі демократії не працюють», тоді як непрямі вибори запобігають фальсифікаціям. Низка відеороликів заперечують науковий консенсус щодо зміни клімату, існування дискримінації з боку поліції стосовно афроамериканців чи наявності гендерного розриву в оплаті праці. Фемінізм вважають «нахабною, дріб'язковою та гнітючою філософією», що закликає «відмовитися від жіночності», а культуру зґвалтувань у кампусах — «брехнею», яку просувають феміністки задля «отримання голосів». Засновник організації, Денніс Прейгер, висловлював ряд крайніх правих тверджень. На його думку, легалізація одностатевих шлюбів відкриє двері для узаконення інцесту та багатоженства, а заборона дискримінації на підставі сексуальної орієнтації чи гендерної ідентичності призведе до «фашизму»; також він прирівнював «зобов'язання» дружини займатися сексом з чоловіком із обов'язком останнього ходити на роботу.
PragerU розробила дві партнерські програми, які допомагають розвивати відносини з педагогами. Освітня програма організації надає вчителям плани занять й безкоштовні навчальні посібники на додачу до самої відеолекції. Вчителі середньої школи та професори коледжів можуть зареєструвати свої класи за допомогою програми академічного партнерства PragerU, яка надає викладачам можливість стежити за прогресом своїх студентів.

## Фінансування
Двома найбільшими донорами PragerU стали мільярдери Ден і Ферріс Вілкс. Другим за величиною жертводавцем став Lynde and Harry Bradley Foundation. Серед інших донорів: Morgan Family Foundation, Fidelity Charitable Gift Fund, Donors Trust та Sid and Carol Verdoorn Family Foundation на чолі з колишнім головним виконавчим директором C.H. Robinson Сідом Вердурн.
Щорічний бюджет організації PragerU становить близько 10 мільйонів доларів, з яких більше 40 % йде на маркетинг.

## Критика
У відеоролику під назвою «Чому демократи Півдня стали республіканцями?» професор Університету Вандербільта Керол М. Свейн заявила, що Південна стратегія — виборча стратегія республіканців з використання расової напруги задля збільшення підтримки білого населення Півдня — помилковий ревізіонізм. На противагу їй професор історії Принстонського університету Кевін М. Крузе зазначає, що відео являє собою «спотворення» історії, містить «вибіркове» використання свідчень та є радше «вправою в нападі на солом'яне опудало».
Алекс Новрастех з Інституту Катона розкритикував антиімміграційне відео PragerU з Мішель Малкін, стверджуючи, що воно «рясніє помилками і напівправдою, залишає без уваги багато істотної інформації, і приходить до такого висновку щодо нелегальної імміграції, який не підтверджується доказами, представленими в іншій частині відео». Відео під назвою «Самогубство Європи», автором якого став британський політичний коментатор Дуглас Мюррей, було розкритиковане за поширення неправдивої або оманливої статистики стосовно імміграції до Європи.
У статті для видання American Conservative історик та філософ Пол Готтфрід, котрий спеціалізується на дослідженні фашизму, різко відгукнувся про відео PragerU з Дінеш Д'Соуза, котрий висловив твердження, що фашизм начебто належить до лівого руху. Як аргумент Д'Соуза наводить приклад італійського філософа Джованні Джентіле, котрий справив вплив на розвиток фашистської ідеології, на що Готтфрід відповідає, що майже всі дослідники, незалежно від політичного спектру, відкидають подібні тезиси стосовно робіт Джентіле як ненаукові.
Американський журнал Vanity Fair охарактеризував PragerU як «один із найбільш ефективних інструментів перетворення для молодих консерваторів», що «об'єднує праві соціальні концепції в привабливі відеоролики».
Кореспондент The Daily Dot Майкл Ротшильд назвав анімаційні відео організації досить точними, зауваживши, що вони є «менш запальними ніж контент крайніх правих сайтів, як-от Breitbart, та менш залежним від теорій змови й образ», хоча інформація «часто надається без ширшого контексту або без наведення протилежних точок зору й з великою кількістю правих упереджень».
Опоненти звинувачують PragerU у просуванні під маскою респектабельності білого націоналізму, патріархального ладу та християнської теократії. Так, філософ та автор книг про агностицизм Джеймс Кірк Волл, коментуючи прорелігійні відео PragerU, висловив думку, що їх автори хибно розуміють сутність секуляризму та вибірково цитують біблійний текст, намагаючись «раціонально» обґрунтувати концепцію Бога як підвалину для моральних цінностей.
Франческа Тріподі, професор соціології з Університету Джеймса Медісона, описала вплив PragerU в доповіді для Data & Society Research Institute. Тріподі вважає, що відео даної організації алгоритмічно пов'язані з екстремістським контентом через алгоритм YouTube «пропонування» подібних. На її думку, «творці контенту, такі як PragerU, не тільки використовують практику біблійних умовиводів, але й покладаються на пошукову оптимізацію і пропонують вміст, щоб підвищити обмін повідомленнями». Тріподі зазначає, що створюваний PragerU контент «дозволяє тим, хто ідентифікує себе з мейнстрімними консерваторами, отримати легкий доступ до логіки білого супремасизму». Водночас вона оспорює твердження організації про цензурування її відео, зауважуючи, що більшість випадків можна пояснити технічними аргументами, зокрема особливостями діяльності автоматизованих систем Google.